# Hawker-Insel
Die Hawker-Insel ist eine der Küste der Vestfoldberge in Ostantarktika vorgelagerte Insel in der Kooperationssee.

## Geographie
Die Insel ist der Mule-Halbinsel der Vestfoldberge etwa 300 Meter westlich vorgelagert und von weiteren Inseln umgeben. In etwa sieben Kilometer Entfernung befindet sich die australische Davis-Station. Die Hawker-Insel besitzt eine unregelmäßige Form und dehnt sich zwei Kilometer in Nord-Süd-Richtung sowie 1,7 Kilometer in Ost-West-Richtung aus. Zwei parallele Hügelrücken durchlaufen sie von Nord nach Süd und enden in Halbinseln. In einem steil ins Meer abfallenden Kliff auf einer dritten Halbinsel westlich davon erreicht die Insel ihren höchsten Punkt, der etwa 40 Meter über dem Meeresspiegel liegt. Die Oberfläche der Insel ist im Sommer schnee- und eisfrei und im Winter von einer dünnen Schneeschicht bedeckt.

## Klima
Auf der Hawker-Insel herrscht ein polares Seeklima, das kalt, trocken und windig ist. Die mittlere Höchsttemperatur liegt im Januar bei 3,2 °C, im Juli bei −14,3 °C, die mittlere Tiefsttemperatur im Januar bei −1,2 °C und im August bei −20,8 °C. Über das Jahr fallen durchschnittlich 70,9 mm Niederschlag.

## Fauna und Flora
Die Hawker-Insel besitzt die südlichste Brutkolonie des Riesensturmvogels. Um diese zu schützen, wurde die gesamte Insel auf Antrag Australiens zu einem besonders geschützten Gebiet der Antarktis (ASPA-167) erklärt. Die 1963 entdeckte Kolonie bestand im Jahr 2010 aus 45 Paaren.
Im Westen der Insel brüten jährlich zwischen 2500 und 7500 Paare des Adeliepinguins. An der Spitze der südwestlichen Halbinsel gibt es im Sommer eine kleine Kolonie des Kapsturmvogels.
Auf einem Strand im Südwesten der Hawker-Insel bringen einige Weddellrobben zwischen Mitte Oktober und Ende November ihre Jungen zur Welt. In der Nähe bevölkern auch Südliche See-Elefanten im Sommer den Strand.
Die Pflanzenwelt der Hawker-Insel besteht hauptsächlich aus Algen. Moose und Flechten sind selten.

## Geschichte
Die Insel wurde von der Lars-Christensen-Expedition 1936/37 aus der Luft fotografiert und anschließend kartiert. Nach den Luftbildfotografien einer Australischen Expedition wurde die Insel 1958 erneut kartiert und nach dem Radio Supervisor der ersten Überwinterungsmannschaft der Davis-Station, Alan Charles Hawker, benannt.